# Richard Beland
Richard Dick Beland (ur. 30 listopada 1896 w Johannesburgu, zm. 27 lutego 1970) – południowoafrykański bokser wagi lekkiej, olimpijczyk. 
Brał udział w boksie (w wadze lekkiej) na letnich igrzyskach olimpijskich w 1920, które odbyły się w Antwerpii, zajmując 4. miejsce oraz na letnich igrzyskach olimpijskich w 1924 w Paryżu, gdzie zajął 5. miejsce.